# Eleição municipal de Juazeiro do Norte em 1947
A eleição municipal de 1947 em Juazeiro do Norte aconteceu em 7 de dezembro de 1947, com o objetivo de eleger prefeito e vice-prefeito da cidade e membros da Câmara de Vereadores.
O prefeito titular era Porfírio de Lima, do PR. Três candidatos concorreram à prefeitura de Juazeiro do Norte. Antônio Conserva Feitosa, do PSD, foi eleito com 57,14% dos votos.

## Candidatos
Nota: a tabela a seguir está organizada por ordem alfabética de candidatos.
| Prefeito(a)               | Prefeito(a) | Prefeito(a) | Coligação           |
| Candidato(a)              | Partido     | Partido     | Coligação           |
| ------------------------- | ----------- | ----------- | ------------------- |
| Antônio Conserva Feitosa  |             | PSD         | (PSD / UDN)         |
| Antônio Correia Celestino |             | PSP         | (PSP) Sem coligação |
| José Geraldo da Cruz      |             | PR          | (PR) Sem coligação  |

## Resultados

### Prefeito
| Partido | Partido | Candidato                 | Votos | Votos (%) |
| ------- | ------- | ------------------------- | ----- | --------- |
|         | PSD     | Antônio Conserva Feitosa  | 2 080 | 57,14%    |
|         | PR      | José Geraldo da Cruz      | 1 520 | 41,76%    |
|         | PSP     | Antônio Correia Celestino | 40    | 1,1%      |
| Totais  | Totais  | Totais                    | 3 640 |           |
| Fonte:  |         |                           |       |           |

### Vereador
| Candidato(a)               | Partido | Votos |
| -------------------------- | ------- | ----- |
| José Rodrigues             | PR      | 297   |
| Luís de Matos França       | PR      | 256   |
| Gumercindo Ferreira        | PR      | 246   |
| Antônio Braz               | PR      | 224   |
| Jussier Sobreira           | PR      | 216   |
| Leônidas Timóteo           | PR      | 152   |
| Manoel Ferreira            | PR      | 149   |
| Mozart Cardoso             | UDN     | 293   |
| Leandro Bezerra de Menezes | UDN     | 283   |
| Margarida Pereira          | PSD     | 131   |
| Vicente Bezerra            | PSP     | 75    |